# Duchesse
Duchesse (franska egentligen hertiginna), även kallat sidenduchesse, avser siden vävt i en tät och fast satinbindning. Duchesse används i huvudsak som elegantare klänningstyg. Numera tillverkas duchesse mestadels av syntetfibrer.